# Kristian House
Kristian House (nascido em 6 de outubro de 1979) é um ciclista britânico, profissional desde 2007 e atual membro da equipe britânica de categoria UCI Continental, JLT-Condor. Foi o vencedor da edição de 2009 do Campeonato do Reino Unido de Ciclismo em Estrada.